# Provincia de Trebisonda
Trebisonda o Trabzon es una de las 81 provincias de Turquía. Situada en la costa del mar Negro. Limita al oeste con la provincia de Giresun, al suroeste con la Gümüşhane, al sureste con la Bayburt, y al este con la Rize. Trabzon pertenece a la región del Mar Negro y a la subregión estadística del Este del Mar Negro. La capital es la ciudad de Trebisonda.

## Distritos
La Provincia de Trebisonda está dividida en 18 distritos (ilçeler):
- Trabzon*
- Akçaabat
- Araklı
- Arsin
- Beşikdüzü
- Çarşıbaşı
- Çaykara
- Dernekpazarı
- Düzköy
- Hayrat
- Köprübaşı
- Maçka
- Of
- Şalpazarı
- Sürmene
- Tonya
- Vakfıkebir
- Yomra

____
(*) El distrito central, después de 2014, fue renombrado como Ortahisar.